# Tadalafil

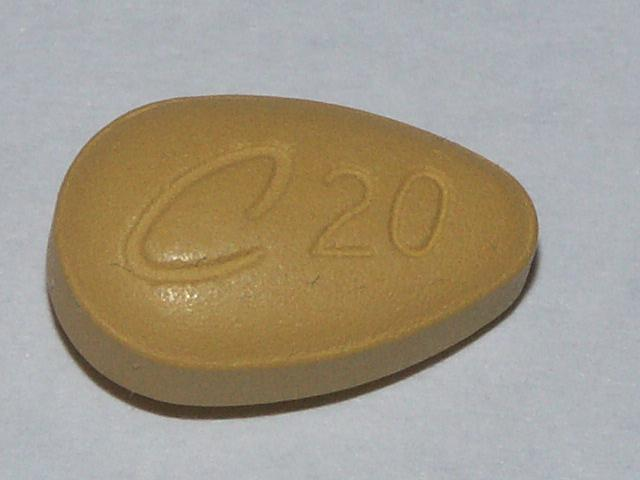
Comprimé de 20 mg (longueur réelle, 1 cm environ.)

Le tadalafil (Dénomination commune internationale) est une molécule indolique, dérivée de base azotée de la famille des inhibiteurs de la phosphodiestérase de type 5 (PDE5), utilisée dans le traitement des troubles de l'érection.
Il est commercialisé par le laboratoire Eli Lilly sous le nom de Cialis en comprimé de 2,5 mg, 5 mg, 10 mg et 20 mg et sous le nom de Adcirca en comprimé de 20 mg

## Indications
Le tadalafil est un traitement des dysfonctions érectiles. Comme le sildénafil (Viagra), l'avanafil (Stendra) et le vardénafil (Levitra), le tadalafil bloque la dégradation enzymatique du guanosine monophosphate cyclique au niveau des corps caverneux et induit une relaxation des fibres musculaires lisses avec vasodilatation pénienne.
Le dosage à 20 mg est indiqué dans le traitement de l'hypertension artérielle pulmonaire (HTAP). Il permet d'en améliorer les symptômes mais sans résultat démontré sur la mortalité.
Aux États-Unis la Food and Drug Administration (FDA) accepte d'élargir les indications de la molécule en octobre 2011. En France, c'est depuis le 26 décembre 2012 que le tadalafil à 5 mg dispose de cette nouvelle indication, dans le traitement des signes et des symptômes de l'hypertrophie bénigne de la prostate (HBP) chez l'homme adulte. L'HBP est une affection chez les hommes dans laquelle la glande de la prostate devient élargie et entrave la libre circulation de l'urine. Le tadalafil améliore l’afflux sanguin vers la prostate et la vessie dont il relâche les muscles, ce qui peut réduire les symptômes de l’hypertrophie bénigne de la prostate. Le tadalafil améliore ces symptômes urinaires entre la 1re et la 2e semaine après le début du traitement.

## Pharmacologie
Le tadalafil est un inhibiteur sélectif et réversible de la phosphodiestérase de type 5 (PDE5), spécifique de la guanosine monophosphate cyclique (GMPc). Il est métabolisé par l'isoenzyme CYP 3A4 du cytochrome P450, ce qui est à l'origine de nombreuses interactions médicamenteuses. Le tadalafil agit plus de 24 heures en raison de sa longue demi-vie.

## Effets indésirables
Céphalées, dyspepsie, douleurs dorsales, myalgies, congestion nasale, troubles de l'audition, douleurs musculaires aux bras et aux jambes, rougissements du visage, atteintes visuelles avec impact sur la PDE11.
L'utilisation du tadalafil est contre-indiquée avec les dérivés nitrés, et non recommandée avec les alpha-bloquants (risque d'hypotension artérielle).

## Molécules ayant la même indication
Sildénafil (Viagra), chlorhydrate d'apomorphine (Uprima), vardénafil (Levitra) et avanafil (Stendra). Selon un avis rendu par la Haute Autorité de la Santé le 2 mars 2005, le tadalafil n’apporte pas d’amélioration du service médical rendu (ASMR V) par rapport au sildenafil et au vardénafil dans le traitement de la dysfonction érectile.